# Luc De Vos (historien)
Pour les articles homonymes, voir De Vos.
Ne doit pas être confondu avec Luc De Vos (chanteur).
Luc De Vos, né à Ostende en 1946, est un professeur belge. De formation, il possède une licence en histoire » et un doctorat en philologie et philosophie-histoire.
Il fut professeur en politique belge à la Katholieke Universiteit Leuven ainsi que professeur d'histoire militaire à l'École royale militaire et chef du département « Étude des conflits » de cette institution. Il est, en outre, un ancien colonel de l'armée belge qui était stationnée sur le territoire occupé de l'Allemagne de l'Ouest.
Luc De vos, qui est souvent invité à commenter des événements militaires dans les médias flamands a pris sa retraite le 4 juillet 2012.

## Publication
- Luc De Vos, La Belgique et la Seconde Guerre mondiale, Bruxelles, Éditions Racine, 2004, 355 p. (ISBN 978-2-87386-355-5, OCLC 56552553, présentation en ligne)